# Ignatius Harsono
Ignatius Harsono (* 15. Dezember 1922 in Delanggu, Indonesien; † 1. März 2000) war Bischof von Bogor.

## Leben
Harsono wurde als ältestes von vier Kindern geboren und trat 1948 ins Priesterseminar von Yogyakarta ein. Am 6. Januar 1958 erhielt er die Priesterweihe. Von 1959 bis 1964 setzte er im belgischen Löwen seine Studien im sozialpolitischen Bereich fort, durch die politische Lage in seinem Heimatland konnte er erst 1966 nach Indonesien zurückkehren. 1968 wurde er bischöflicher Vikar und Rektor des Priesterseminars von Bogor. Am dortigen Institut für Philosophie und Theologie unterrichtete Harsono zudem Soziologie, 1973 wurde er Generalvikar des Bistums Bogor.
Papst Paul VI. ernannte ihn am 30. Januar 1975 zum Bischof von Bogor. Die Bischofsweihe spendete ihm am 8. Mai desselben Jahres Justinus Kardinal Darmojuwono, Erzbischof von Semarang. Mitkonsekratoren waren Vincenzo Maria Farano, Apostolischer Pro-Nuntius in Indonesien, und Leo Soekoto SJ, Erzbischof von Jakarta. Harsono war 1989 Gastgeber der Konferenz des Bundes der asiatischen Bischofskonferenzen. Am 17. Juli 1993 nahm Papst Johannes Paul II. sein aus gesundheitlichen Gründen eingereichtes Rücktrittsgesuch an.
Ignatius Harsono starb 2000 im Alter von 77 Jahren.